# May Chin
Kao Chin Su-mei, conocida artísticamente como May Chin (nacida el 21 de septiembre de 1965) es una política, cantante y actriz taiwanesa. Después de haber debutado como actriz a mediados de la década de los años 1980, fue elegida como miembro del poder Legislativo de la República de China (Taiwán) en diciembre de 2001 y reelegida en 2004, 2008 y 2012. Desciende de un grupo étnico indígena llamado "Highland". Actualmente es miembro de la Unión de Solidaridad No Partidista.

## Carrera artística y política
Su carrera artística comenzó a mediados de la década de los años 1990, May Chin publicó una fotografía de su boda en una tienda de servicio en Taipéi. Sin embargo, esta tienda se incendió en 1996, el fuego cobró a seis víctimas. En 1998, Chin fue diagnosticada con cáncer de hígado. Ella se recuperó después de una cirugía.
Desde su entrada al poder Legislativo, Chin se ha caracterizado por sus puntos de vista francos, como vestir con un traje típico de un pueblo llamado y el rostro pintado, con la forma tradicional con un tatuaje también de los Atayal, que representa a las mujeres casadas ya reservadas. Chin también ha sido estrechamente asociada con la Coalición Pan-Blue, sobre todo en una estrecha cooperación con el Partido Primero del Pueblo. Ella también es conocida por ser una antijaponesa y por sus puntos de vista entre China y la amistad, e incluso se formó una protesta en el Santuario de Yasukuni en Japón. Para eliminar a los espíritus consagrados de los soldados taiwaneses aborígenes, que lucharon contra el ejército japonés durante la Segunda Guerra Mundial. Así es como la demandó el primer ministro japonés Junichiro Koizumi, por lo que Chin visitó Yasukuni Shrine. (Estos eventos fueron narrados en una película documental de 2007 bajo el título de Yasukuni.)
El 19 de agosto de 2009, la Sra. Chin se reunió con el presidente de la República Popular de China, Hu Jintao. En una reunión, el presidente Hu expresó su profundo pesar y condolencias por las víctimas del tifón en Taiwán. También Kaom, un reconocido actor convertido a la política, encabezó una delegación con sus compañeros a favor de las minorías étnicas de Taiwán para visitar la parte continental. Hu agregó que "la gente de ambos lados del Estrecho de Taiwán, son de una sola familia y los chinos tienen una larga tradición de estrechar su mano a las personas en peligro de extinción."

## Filmografía
- Wedding Banquet (1993)
- May Jean (1994)
- Woman Soup (1999)